# Taghzout (Bouira)
Pour les articles homonymes, voir Taghzout.
Taghzout est une commune de la wilaya de Bouira en Algérie.

## Géographie
Située à environ 7 km à l'est du chef-lieu de la wilaya de Bouira, la commune de Taghzout, majoritairement peuplée de kabyles, forme avec la commune de Haizer la daïra de même nom. Elle est délimitée à l'est par la commune de Haizer; au nord par la chaîne de montagne du Djurdjura qui la sépare de la wilaya de Tizi Ouzou; à l'ouest, par les communes d'Ait Laaziz et Bouira. 

## Histoire
La commune de Taghzout est née à la suite du découpage administratif de 1985. De 1962 à 1985, elle était rattachée à la commune de Haizer qui faisait partie de la daira de M'Chedallah.
Son premier maire est M'hamed Bouazza, issu du parti unique à l'époque, le FLN, et qui la géra jusqu'aux élections de 1991. Il est à préciser que c'est feu Ali Farhi, alors premier adjoint du maire de  Haizer (commune mère présidée par M'hamed Bouaza) qui fut détaché pour gérer la commune de Taghzout dès sa création, et-ce jusqu'à l'élection de Hocine Abdedou, issu du parti RCD, qui démissionna en 1993. Rabah Chihati lui succède, mais il démissionne peu après, lorsqu'un groupe terroriste alluma le feu au siège de l'APC[réf. nécessaire], mais aussi faisant suite à une décision du parti du RDC de retirer ses élus des instances communales, remplacées par les pouvoirs publics par des délégués exécutifs (DEC).